# 신사동 제비
신사동 제비는 1989년 공개된 대한민국의 영화이다.
한편, 개그맨 박세민의 영화감독 데뷔작으로 화제를 모았지만 흥행에 실패했고 박세민은 그 이후 비디오용 성인영화를 만들어  왔다.

## 배역
- 강남길 : 동준 역
- 원미경 : 미영 역
- 박세민 : 보스 역
- 박영규 : 제비 도사 역
- 권병준 : 제비 1 역
- 고인상 : 제비 2 역
- 길달호 : 제비 3 역